# Międzynarodowy festiwal cyrkowy w Monte-Carlo

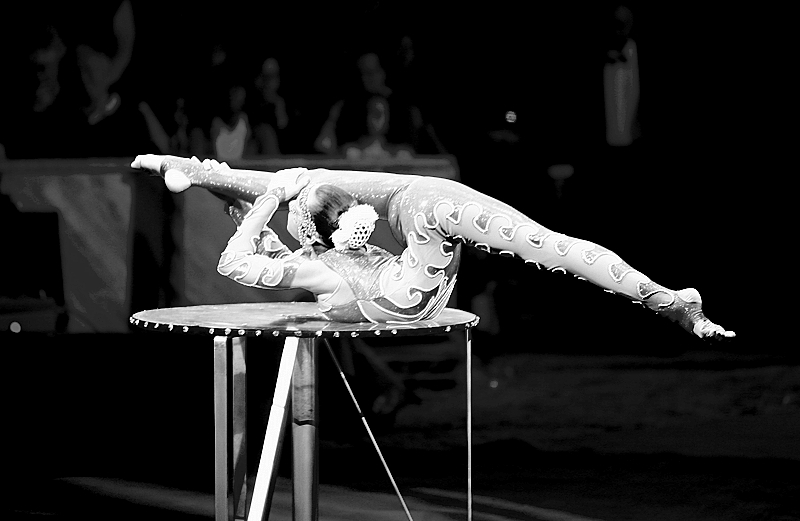
Międzynarodowy festiwal cyrkowy w Monte-Carlo (2008)

Międzynarodowy festiwal cyrkowy w Monte-Carlo – festiwal sztuki cyrkowej (fr. Le Festival International du Cirque de Monte-Carlo), utworzony w 1974 roku przez księcia Rainera III z Monaco. Odbywa się co roku w na przełomie stycznia i lutego w Monte-Carlo w dzielnicy Fontvieille. Festiwal prezentuje wybór najlepszych artystów cyrkowych z całego świata. Podczas uroczystej gali najwybitniejszym artystom przyznawane są nagrody: złote, srebrne i brązowe klauny. Rodzina królewska Monako sprawuje oficjalny patronat nad festiwalem, a księżniczka Stephanie jest jego prezesem od 2006 roku.

## Polska na festiwalu Monte-Carlo[4]
- 1974 r. - II miejsce, Trio Dymek, "hand wotlyż",
- 1978 r. - wyróżnienie jury dla zespołu akrobatycznego pod kierownictwem J. Koziaka "handwotlyż";
- 1984 r. - II miejsce, M. J. Zalewscy, "persze",
- 1985 r. - II miejsce, Trio Zalewski, "hand wotlyż z batutem",
- 2017 r. - II miejsce, Marek Jama, pokaz koni i zwierząt egzotycznych.